# Apollofjäril
Apollofjäril, Parnassius apollo, är en fjärilsart i familjen riddarfjärilar.
Vingbredden varierar mellan 60 och 88 millimeter, på olika individer, och i olika habitat. 
Apollofjäril förekommer ofta i bergstrakter, men i Skandinavien kan man träffa på den ända nere vid kusten, och dess utbredning i Sverige är i princip begränsad till en smal remsa längs östersjökusten, samt Gotland. Den håller till på stenig mark, gärna där det finns kärleksört eller andra fetbladsväxter.  
Fjärilen flyger från mitten av juli till en bit in i september. Den är fridlyst i större delen av Europa.

## Utseende
Apollofjärilens utseende varierar enormt. Arten är därför underindelad i över 300 olika underarter. I Sverige finns varianter med en vingbredd mellan 62 och 87 millimeter. Den här fjärilen är vit med svarta och grå teckningar. På bakvingarna har de flesta individer två tydliga röda eller orange ringar.

## Livscykel
Ägget läggs på eller i närheten av värdväxten, till exempel kärleksört, fetknopp eller rosenrot. Larven övervintrar i ägget. Det kläcks i april. I juni är larven fullvuxen och förpuppar sig i markens förnaskikt. Efter 2-3 veckor kläcks puppan och den vuxna apollofjärilen kommer fram.